# گل‌دشت (جویبار)
گلدشت، روستایی است از توابع بخش گیل‌خوران شهرستان جویبار در استان مازندران ایران.

## جمعیت
این روستا در دهستان چپکرود قرار داشته و براساس آخرین سرشماری مرکز آمار ایران که در سال ۱۳۸۵ صورت گرفته، جمعیت آن ۳۷۵نفر (۸۸خانوار) بوده‌است.

## ادهم گلدشت
محوطه باستانی ادهم گلدشت در بخش شرقی این روستا و در فاصله حدود ۸۰۰ تا هزار متری دریای خزر قرار دارد. این محوطه در دوره ایلخانی و صفوی ساخته شده‌است.